# Gustav Radde
Gustav Ferdinand Richard Radde, né le 27 novembre 1831 à Dantzig et mort le 2 mars 1903 à Tiflis (actuellement Tbilissi), est un naturaliste et un explorateur prussien qui se mit au service de l'Empire russe.

## Biographie
Fils d'un instituteur, son éducation est assez sommaire. Il commence à travailler auprès d'un apothicaire. Il commence alors à s'intéresser à l'histoire naturelle. En 1852, débute alors sa carrière comme naturaliste. Il passe deux ans en Crimée avec le botaniste Christian von Steven (1781-1863), collectant tant des animaux que des végétaux. Il fait plusieurs expéditions scientifiques dans le sud de la Russie avec Johann Friedrich von Brandt (1802-1879) et Karl Ernst von Baer (1792-1876). Il prend part à l'expédition en Sibérie dirigée par l'astronome Ludwig Schwarz (de). À cette occasion, il recueille des informations inédites sur le lac Baïkal: l'amplitude de ses variations saisonnières en liaison avec le régime glaciaire et nival des cours d'eau de l'Ouest du bassin.
Il s'installe à Tiflis en 1864 et y fonde en 1867 le musée du Caucase. Il explore la même année la région autour du mont Erebus. Il y a récolte de nombreuses plantes et étudies les langues, les coutumes et les ballades des peuples qui s'y trouvent. Il fonde à Tiflis un muséum et une bibliothèque où il expose ses découvertes. Radde explore encore les côtes de la mer Noire et de la mer Caspienne. En 1895, il visite l'Inde et le Japon aux côtés du grand-duc Michel. Deux ans plus tard, il est le naturaliste officiel accompagnant la famille impériale lors d'une visite en Afrique du Nord.
Parmi ses publications, il faut citer Ornis Caucasica (1884) et Reisen im Suden von Ost-Sibirien in den Jahren 1855-1859 (1862-1863). Les organisateurs du premier Congrès international d'ornithologie, qui se tient à Vienne en 1884, lui font l'honneur d'être choisi comme président. Il est membre étranger de la British Ornithologists' Union et de la Société zoologique de Londres. La Société impériale de géographie lui décerne la médaille Constantin en 1899.
Plusieurs animaux lui ont été dédiés, notamment l'Accenteur de Radde (Prunella ocularis), une grenouille de Sibérie (Bufo raddei) et un lézard du Moyen-Orient (Phrynocephalus raddei).

## Liste partielle des publications
- Ethnographie der Krimtataren. 1874
- Vier Vorträge über den Kaukasus: Gehalten im Winter 1873/4 in den grösseren Städten Deutschlands. Perthes, Gotha 1874
- Chews'uren und ihr Land: Ein monographischer Versuch. Fischer, Cassel 1878
- Ornis caucasica. 1884 ff.
- Die Fauna und Flora des südwestlichen Kaspigebiets. 1886
- Reisen an der persisch-russischen Grenze: Talysch und seine Bewohner. Brockhaus, Leipzig 1886
- Aus den Daghestanischen Hochalpen. 1887
- Das Ostufer des Pontus und seine kulturelle Entwickelung im Verlaufe der letzten dreißig Jahre: vorläufiger Bericht über die Reisen im kolchischen Tieflande, Adsharien, am Ostufer des Schwarzen Meeres, am Unterlaufe des Kuban und über die Durchquerung der Hauptkette von Psebai nach Sotschi im Sommer 1893. Perthes, Gotha 1894 (avec E. Koenig)
- Der Nordfuss des Dagestan und das vorlagernde Tiefland bis zur Kuma: Vorläufiger Bericht über die im Sommer 1894 ausgeführten Reisen. Perthes, Gotha 1894 (avec E. Koenig)
- Wissenschaftliche Ergebnisse der im Jahre 1886 allerhöchst befohlenen Expedition nach Transkaspien und Nord-Chorassan. Perthes, Gotha, 1898
- Grundzüge der Pflanzenverbreitung in den Kaukasusländern von der unteren Wolga über den Manytsch-Scheider bis zur Scheitelfläche Hocharmeniens. Engelmann, Leipzig 1899 (Gantner, Vaduz, 1976  (ISBN 3-7682-0987-3))
- Die Sammlungen des kaukasischen Museums. Tiflis o.J. (19XX)